# Schwyzer Kantonalbank

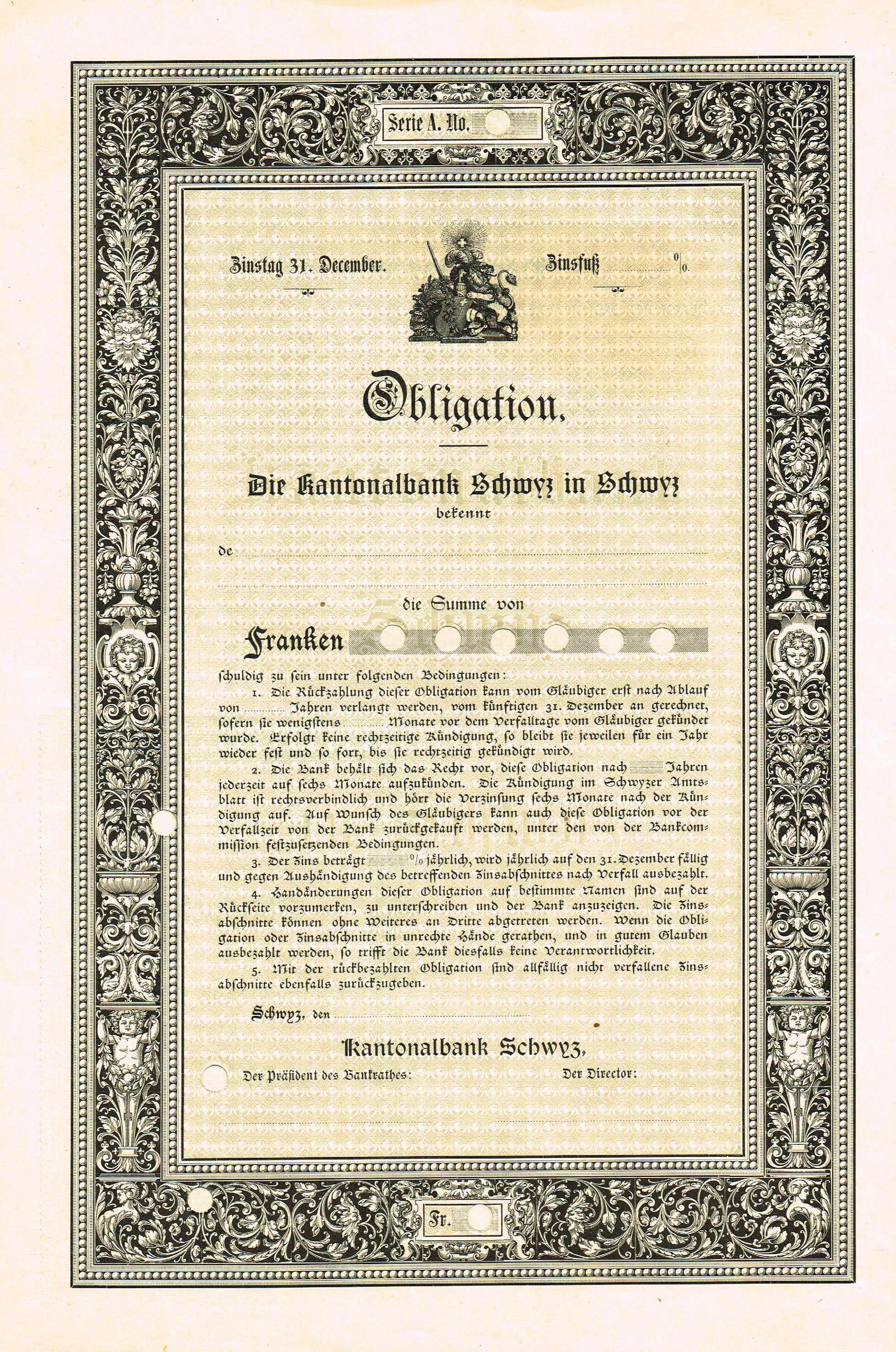
Blankette einer Obligation der Kantonalbank Schwyz von ca. 1890

Die Schwyzer Kantonalbank mit Sitz in Schwyz ist die Kantonalbank des Kantons Schwyz. Sie wurde 1890 gegründet und ist in Form einer öffentlich-rechtlichen Anstalt organisiert. Die Bank verfügt im ganzen Kanton über 22 Filialen und beschäftigt laut Geschäftsbericht 2024 647 Mitarbeitende (bei 560 Vollzeitstellen). Per Ende 2024 verfügte die SZKB über eine Bilanzsumme von 23.9 Milliarden Schweizer Franken.

## Besitzverhältnisse und geschäftliche Schwerpunkte
Die Schwyzer Kantonalbank ist als öffentlich-rechtliche Anstalt organisiert und gehört zu 100 Prozent dem Kanton Schwyz. Zu den Kunden der SZKB zählen private Kunden, kleine und mittlere Unternehmen sowie öffentlich-rechtliche Körperschaften. Das Kerngeschäft umfasst Konto- und Sparkontoführung, Immobilien- und Firmenfinanzierung, Depotführung, das Festlegen von Anlagestrategien und das Führen von Vermögensverwaltungsmandaten. Sie begleitet ihre Kunden zudem in Fragen rund um Nachfolgeplanung, Anlage- und Vorsorgethemen.
Wie die grosse Mehrheit aller Kantonalbanken verfügt auch das Schwyzer Institut über eine Staatsgarantie. Das heisst, der Kanton haftet für die Verbindlichkeiten der Bank. Mit einem AA+ -Rating von Standard & Poor’s gehört die SZKB zu den bestbewerteten Universalbanken weltweit. 

## Organisation
Oberleitungsorgan der Schwyzer Kantonalbank ist der Bankrat. Dieser setzt sich aus neun Mitgliedern zusammen und wird zurzeit von August Benz präsidiert. Die Mitglieder und das Präsidium des Bankrats bestimmt der Kantonsrat (Legislative des Kantons).
Die operative Leitung liegt bei der Geschäftsleitung. Diese setzt sich aus 5 Mitgliedern zusammen und wird ad interim von Michel Degen geleitet.

## Kennzahlen
Kennzahlen per 31. Dezember 2024:
- Risikogewichtete Gesamtkapitalquote: 231.9 %
- Betriebsertrag (in Mio. CHF): 301.1
- Geschäftserfolg (in Mio. CHF): 152.3
- Jahresgewinn (in Mio. CHF): 88.3
- Bilanzsumme (in Mio. CHF): 23'917.6
- Eigenkapital vor Gewinnverwendung (in Mio. CHF): 2'353.9
- Kundenvermögen (in Mio. CHF): 28'092.4
- Kundenausleihungen (in Mio. CHF): 18'868.2
- Beantragte Gesamtablieferung an den Kanton SZ (in Mio. CHF): 57.3
- Anzahl Vollzeitstellen im Jahresdurchschnitt: 560
- Filialen: 22